# Szklary (przystanek kolejowy w Polsce)
Szklary – wąskotorowy przystanek osobowy Przeworskiej Kolei Dojazdowej w Szklarach, w gminie Hyżne, w powiecie rzeszowskim, w województwie podkarpackim, w Polsce. 
Został otwarty 8 września 1904 roku razem z wąskotorową linią kolejową z Przeworska do Dynowa. W sezonie letnim obsługuje ruch turystyczny.